# Johannes Ralla
Johannes Ralla (auch Johannes Dünnewald; * 1509 in Frankenberg (Eder); † 24. April 1560 in Leipzig) war ein deutscher Apotheker und Pharmakologe.  

## Leben
Teilweise wird der Apotheker und Bürgermeister von Frankenberg, Hans Dünnewald als sein Vater genannt. Jedoch wurde der Beiname „Dünnwald“ für ihn erst während seiner Zeit in Leipzig (siehe Martin Kessler: ... Johannes Ralla. – Genealogie Heft 2/1984 Seiten 33–36) durch den mit ihm befreundeten Philipp Melanchthon geformt, wie in der Grabrede von Rallas Tochter Catharina Steinmetz geb. Ralla 1605 beschrieben wird. Der Name spielt laut der Rede darauf an, dass Ralla Angst hatte, sein Name würde mit ihm aussterben, da er nur Töchter bekam, keine Söhne („rara silva“ für einen „dünnen Wald“ als Stammbaum). Seine Herkunft ebenso wie die Herkunft seines Namens wird teilweise beharrlich auch in der Literatur falsch angegeben. Die Leichenrede von Catharina Steinmetz ist unter „LP Stollberg 18378“ in der Stollberg-Sammlung verfügbar. 
Er wurde 1533 Bürger der Stadt Leipzig und übernahm im gleichen Jahr die Apotheke Zum König Salomon. Er war um die Entwicklung der Pharmazie sehr bemüht und gilt als Erfinder des Veilchensaftes. In seiner Apotheke führte er bis dahin wenig gebräuchliche Medikamente. Angeregt durch seinen Schwager Euricius Cordus führte er einen regen Schriftwechsel mit Martin Luther und Philipp Melanchthon. Er gab seinem Neffen, dem Arzt und Botaniker Valerius Cordus die Anregung, ein Vorschriftenbuch für die Arzneimittelbereitung, das 1546 in Nürnberg gedruckte Dispensatorium, zu schreiben.
Im Jahre 1532 heiratete Johannes Ralla Judith Lotter, mit der er eine Tochter hatte. In zweiter Ehe war er mit Magdalena Schilters, der Tochter des Handelsherren, Kürschnermeisters und Verwalters des Barfüßerklosters zu Leipzig Johannes Schilters verheiratet. Mit ihr hatte er noch drei weitere Töchter, von denen Magdalena den Leipziger Bürgermeister Lorenz Finckelthaus heiratete.
| Personendaten    | Personendaten                         |
| ---------------- | ------------------------------------- |
| NAME             | Ralla, Johannes                       |
| ALTERNATIVNAMEN  | Dünnewald, Johannes (wirklicher Name) |
| KURZBESCHREIBUNG | deutscher Apotheker und Pharmakologe  |
| GEBURTSDATUM     | 1509                                  |
| GEBURTSORT       | Frankenberg (Eder)                    |
| STERBEDATUM      | 24. April 1560                        |
| STERBEORT        | Leipzig                               |